# Melekeok
Pour les articles homonymes, voir Melekeok (ville).
Melekeok est l'un des seize États qui forment les Palaos. D'une superficie de 28 km2, il est peuplé de 391 habitants. Sa capitale est la ville de Melekeok, depuis son déménagement de Koror ; les bâtiments gouvernementaux se trouvant plus précisément dans le hameau de Ngerulmud.

## Géographie
La superficie de Melekeok est de 28 km² et est située entre Ngchesar au sud et Ngiwal au nord.
L'État de Melekeok compte sept localités, à savoir Melekeok (la capitale des Palaos), Ertong, Ngeburch, Ngeremecheluch, Ngermelech, Ngerubesang et Ngeruling, auquel il faut ajouter le lieu-dit de Ngerulmud, qui fait partie de la ville de Melekeok. C'est dans ce lieu-dit que se trouve le Capitole.
Le lac Ngardok, le plus grand lac d'eau douce des Palaos, se trouve dans l'État de Melekeok et abrite une population de crocodiles à double crête

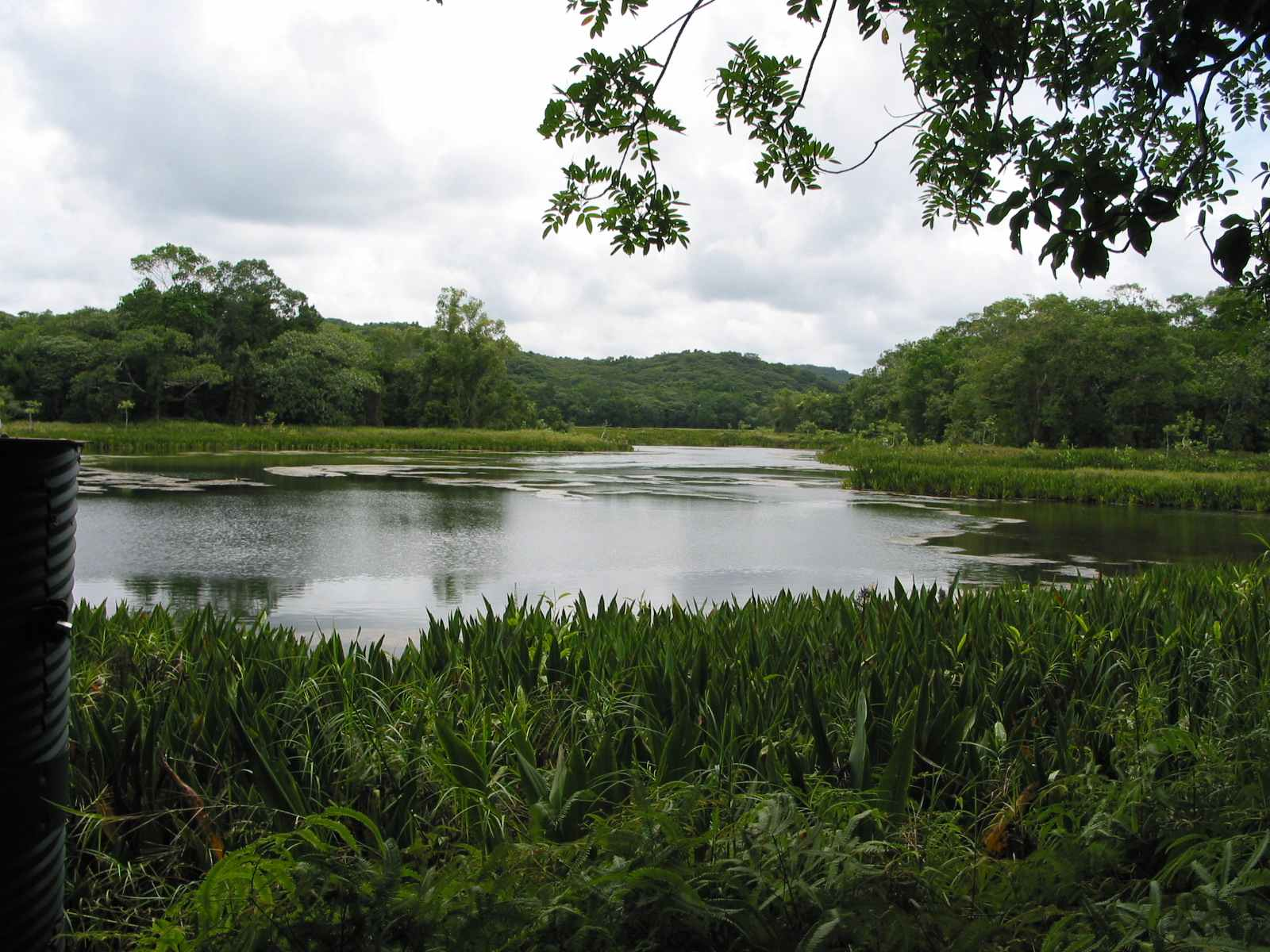
Vue du lac Ngardok.

## Divisions
L'État de Melekeok est divisé en sept villages, y compris Melekeok, la capitale :
- Melekeok
- Ertong
- Ngeburch
- Ngeremecheluch
- Ngermelech
- Ngerubesang
- Ngeruling

## Vestiges archéologiques
C'est dans cet État que l'on trouve Odalmelech.